# 2005
Rok 2005 (MMV) gregoriánského kalendáře začal v sobotu 1. ledna a skončil v sobotu 31. prosince.

## Události

### Česko
- 3. ledna – Státní rozpočet za rok 2004 skončil se schodkem 93,5 miliardy Kč. Schodek je o 21,5 miliardy korun nižší, než předpokládal návrh rozpočtu. Na jeho snížení má zásluhu vyšší příjem státu zejména z daní.
- 4. března – Při udílení filmových cen Český lev se nejúspěšnějším snímkem stal film Horem pádem režiséra Jana Hřebejka, který obdržel pět ocenění (nejlepší film, režie, scénář, herečka v hlavní roli (Emília Vášáryová) a nejlepší plakát). Cenu za nejlepší mužský herecký výkon v hlavní roli získal Jaša Kulťasov za výkon ve filmu Král zlodějů.
- 10. března – Nejvyšší soud zcela zprostil viny Michala Zítka, který v roce 2000 vydal český překlad knihy Adolfa Hitlera Mein Kampf (Můj boj). Zítko byl obviněn z podpory a propagace hnutí potlačujících lidská práva a odsouzen soudy nižšího stupně, Nejvyšší soud však dnes konstatoval, že obžalovaný neměl v úmyslu taková hnutí propagovat.
- 15. března
  - Českého mobilního operátora Oskar Mobil koupila britská společnost Vodafone.
  - Na Labské boudě v Krkonoších bylo naměřeno 335 cm sněhu, což je nejvyšší dosud naměřená sněhová pokrývka v Česku. Labská bouda ovšem měří sníh jen od roku 1961, takže zde chybí záznamy ze zim bohatých na sníh v předchozích letech. (Tehdy měřily jen níže položené meteorologické stanice.)
- 31. března – Premiér Stanislav Gross předal prezidentu Václavu Klausovi demise tří ministrů za KDU-ČSL. Gross prezidenta informoval, že hodlá navrhnout vyslance ČR u Evropské unie Jana Kohouta do funkce ministra zahraničí, dosavadního ředitele Státního fondu dopravní infrastruktury Pavla Švagra do funkce ministra dopravy a poslance za ČSSD Radko Martínka do funkce ministra životního prostředí.
- 1. dubna – Poslanecká sněmovna neschválila návrh ODS na vyslovení nedůvěry vládě. Pro návrh se ve jmenovitém hlasování vyslovili poslanci ODS a KDU-ČSL (včetně stávajících ministrů za tuto stranu), proti návrhu hlasovali poslanci ČSSD a většina klubu US-DEU. Tři poslanci z US-DEU a všichni poslanci KSČM se hlasování zdrželi, což má z hlediska výsledku hlasování stejný význam, jako kdyby hlasovali proti návrhu. 78 poslanců tedy hlasovalo pro návrh, 76 proti a 44 se zdrželo, 2 poslanci se hlasování ze zdravotních důvodů nezúčastnili.
- 7. dubna – Premiér Stanislav Gross (ČSSD) po jednání předsednictva ČSSD oznámil, že by se mohl vzdát funkce předsedy vlády výměnou za pokračování bývalé koalice ČSSD – KDU-ČSL – US-DEU pod jiným sociálnědemokratickým premiérem.
- 25. dubna – Předsedové stran bývalé vládní koalice – ČSSD, KDU-ČSL a US-DEU – podepsali smlouvu o politické spolupráci, která má umožnit vznik nové vlády v čele s dosavadním ministrem pro místní rozvoj Jiřím Paroubkem (ČSSD). Dosavadní předseda vlády Stanislav Gross následně podal demisi, kterou prezident Václav Klaus přijal.
- 2. května – Česká televize zahájila vysílání zpravodajského kanálu ČT24.
- 13. května – Poslanecká sněmovna Parlamentu ČR vyslovila 101 hlasy z 200 důvěru vládě premiéra Jiřího Paroubka (ČSSD). Pro hlasovali všichni poslanci ČSSD, KDU-ČSL a US-DEU, proti ODS, KSČM a nezařazený poslanec Tomáš Vrbík.
- 16. května – Vznikl ojedinělý projekt sítě středních škol EDUCAnet, využívajících při výuce všech předmětů informačních technologií – notebooků, jež mají studenti po celou dobu studia k dispozici, a dynamických e-learningových řešení, jež nahrazují statické učebnice.
- 9. července – Cenu Křišťálový glóbus za nejlepší film získal na 40. ročníku Mezinárodního filmového festivalu Karlovy Vary polský snímek „Můj Nikifor“.
- 30. července – Policie zasáhla proti účastníkům technoparty CzechTek 2005, který se konal na louce poblíž obce Mlýnec na Tachovsku. Při zásahu bylo na obou stranách zraněno několik desítek lidí. Legálnost zásahu i vlastního Czechteku je předmětem diskusí. Majitelé okolních pozemků podali na účastníky trestní oznámení.
- 21. října – Začalo řádné digitální televizní vysílání, z počátku jen pro Prahu a část Středočeského kraje.
- 2. prosince – 200. výročí bitvy u Slavkova, velká rekonstrukce průběhu boje; největší vojenská rekonstrukce bitvy v Evropě
- 11. prosince – V souvislosti se začátkem platnosti jízdního řádu Českých drah na rok 2006 začaly mezi Prahou a Ostravou (severní trať) a mezi Prahou a Břeclaví (jižní trať) jezdit vlaky Pendolino.

### Svět
- 1. ledna
  - Ukrajinský premiér Viktor Janukovyč oznámil v novoročním televizním projevu, že podá demisi. Janukovyč byl v opakovaném druhém kole prezidentských voleb poražen opozičním kandidátem Viktorem Juščenkem.
  - Předsednictví Evropské unie převzalo Lucembursko.
- 6. ledna – Ukrajinský nejvyšší soud zamítl stížnost Viktora Janukovyče, bývalého ukrajinského předsedy vlády, proti výsledku opakovaného druhého kola prezidentských voleb. Janukovyč v nich prohrál s opozičním kandidátem Viktorem Juščenkem.
- 9. ledna – Novým palestinským prezidentem byl dle očekávání zvolen Mahmúd Abbás. Získal 62,3 procent hlasů při volební účasti kolem 66 %. Jeho nejúspěšnější protikandidát, Mustafa Barghútí, obdržel 19,8 % hlasů.
- 14. ledna – Evropská sonda Huygens úspěšně přistála na povrchu Saturnova měsíce Titanu. Na Zemi vyslala přes mateřskou sondu Cassini snímky a další vědecká data pořízená během sestupu i po přistání.
- 15. ledna – Mahmúd Abbás byl slavnostně uveden do úřadu palestinského prezidenta. Ve stejný den rezignovali na protest proti údajným volebním machinacím v prezidentských volbách desítky členů volebních komisí. V nejnovějších srážkách bylo zabito 6 palestinských ozbrojenců a jedno izraelské dítě utrpělo těžké zranění při minometném palestinském útoku na osadu, kterou Izrael v rozporu s mezinárodním právem vybudoval v okupované Gaze.
- 20. ledna – George W. Bush složením přísahy zahájil své druhé období jako prezident USA.
- 24. ledna – Nový ukrajinský prezident Viktor Juščenko jmenoval do funkce premiérky vůdkyni opozice Juliji Tymošenkovou. Rusko již dříve vydalo na Tymošenkovou zatykač kvůli údajnému podplácení. Jmenování Tymošenkové bylo oznámeno v den, kdy je Juščenko na své první zahraniční cestě – oficiální návštěvě Ruska.
- 30. ledna – V Iráku proběhly volby do Prozatímního národního shromáždění. Odhady účasti se pohybují kolem 60 procent.
- 1. února – Nepálský král Gjánéndra vyhlásil v zemi výjimečný stav a ujal se na 3 roky sám moci.
- 12. února
  - Palestinské militantní skupiny Hamas a Islámský džihád po rozhovorech s palestinským prezidentem Mahmúdem Abbásem odmítly podepsat formální závazek o příměří, fakticky však hodlají dodržovat klid zbraní v konfliktu s Izraelem.
  - v Brazílii byla zavražděna americko-brazilská řeholnice a ochránkyně přírody a lidských práv Dorothy Stang. Její smrt přiměla brazilskou vládu vyslat do státu Pará rozsáhlé policejní a vojenské síly k uklidnění situace a zastavení dalších vražd, nelegálních záborů půdy a kácení pralesů.
- 13. února – Podle volební komise je vítězem iráckých voleb, které se konaly 30. ledna, aliance šíitských skupin, která získala 47,6 % hlasů. V 275členném národním shromáždění by měla obsadit 132 míst. Druhé místo obsadila koalice kurdských stran s 26 % a uskupení Američany dosazeného premiéra Ajáda Alávího je třetí se 14 % hlasů. Volební účast dosáhla 58 %. V sunnitské provincii Anbar však hlasovala jen 2 % voličů.
- 16. února – Kjótský protokol o omezení emisí skleníkových plynů vstoupil v platnost. – Komisař NHL Gary Bettman oznámil, že celá sezóna 2004–2005 se kvůli probíhající stávce ruší. Ke zrušení sezóny profesionální sportovní soutěže kvůli odborářským sporům došlo poprvé v americké historii.
- 24. února – Palestinský parlament schválil novou vládu vedenou Ahmadem Kurájou.
- 27. února – Nejúspěšnějším filmem letošních Oscarů se stal film Letec s pěti trofejemi. – V Japonsku byl proražen nejdelší suchozemský tunel na světě v délce 26,5 km. Železniční tunel podchází pohoří Hako na trati z Tokia do Aomori na severu Japonska.
- 3. března – Americký miliardář Steve Fossett úspěšně zakončil sólový oblet Země bez mezipřistání nebo doplnění paliva. Jeho letadlo GlobalFlyer Virgin Atlantic přistálo na letišti Salina v americkém státě Kansas ve 20:48 SEČ po 67 hodinách a jedné minutě letu. Z tohoto letiště Fossett 1. března vzlétl.
- 8. března
  - Italský ministr zahraničí Gianfranco Fini požaduje, aby USA „identifikovaly a potrestaly“ osoby zodpovědné za střelbu na vůz s osvobozenou italskou novinářkou Guilanou Sgrenovou. Fini odmítl podezření Sgrenové, že se cílem americké palby stala záměrně, nesouhlasí však ani s americkým tvrzením, že vůz s italskými špióny a Sgrenovou jel příliš rychle.
  - Ruské zvláštní jednotky v Čečensku zabili vůdce čečenských separatistů Aslana Maschadova.
- 14. března – V Čínské lidové republice byl přijat zákon opravňující vojenský zásah v případě vyhlášení samostatnosti Tchaj-wanu.
- 16. března – Palestinské bezpečnostní síly převzaly od izraelské armády kontrolu nad městem Jericho na Izraelem okupovaném Západním břehu Jordánu.
- 17. března – Na aukci v Paříži získala česká Národní knihovna cenný fragment latinského překladu Dalimilovy kroniky za 300 000 euro. Zakoupený fragment je podle odborníků nejvzácnějším bohemikem, jaké se na trhu objevilo v posledních nejméně osmdesáti letech.
- 19. dubna – Konkláve kardinálů římskokatolické církve zvolilo ve Vatikánu nového papeže. Stal se jím německý kardinál Joseph Ratzinger a přijal jméno Benedikt XVI.
- 22. dubna – Dosavadní italský premiér Silvio Berlusconi, který 20. dubna podal demisi, sestavil novou vládu. Ta nyní musí získat důvěru parlamentu.
- 28. dubna – Španělský parlament ratifikoval ústavu Evropské unie.
- 29. dubna – USA a Itálie oficiálně oznámily, že se nedohodly na výsledku vyšetřování okolností smrti italského agenta Nicoly Calipariho. Toho 4. března zastřelili američtí vojáci, když zahájili palbu na automobil převážející na bagdádské letiště propuštěnou italskou novinářku Giulianu Sgrenovou. Sgrenová byla při incidentu raněna.
- 5. května – Ve volbách do Dolní sněmovny Spojeného království Velké Británie a Severního Irska potřetí v řadě zvítězili labouristé. Získali 356 mandátů z celkových 646. Konzervativci mají 197, liberální demokraté 62 a další strany 30 mandátů. Labouristé ztratili 47 obvodů, v nichž zvítězili v minulých volbách, a nezískali žádný nový obvod. Konzervativci si polepšili o 33 poslanců a liberální demokraté o 11 poslanců.
- 13. května – Poslanecká sněmovna Parlamentu ČR vyslovila 101
- 15. května – Mistrem světa v ledním hokeji se stalo mužstvo Česka, ve finále porazilo mužstvo Kanady v poměru 3:0.
- 17. května
  - Německý kancléř Gerhard Schröder v Praze po setkání s předsedou české vlády Jiřím Paroubkem odmítl výroky předsedy bavorské zemské vlády Edmunda Stoibera na adresu České republiky. Stoiber na Sudetoněmeckých dnech v Augsburgu označil odsun Němců z Československa po druhé světové válce za největší etnickou čistku ve 20. století.
  - Přijetím Varšavské deklarace skončil v polském hlavním městě summit Rady Evropy, která sdružuje všechny evropské státy s výjimkou Běloruska. Běloruský režim je v závěrečné deklaraci kritizován jako autoritářský. Deklarace vytyčuje jako priority boj proti xenofobii, antisemitismu, neonacismu a obavám z islámu.
- 21. května – V Havaně na Kubě skončilo dvoudenní setkání asi 200 disidentů uspořádané Shromážděním na podporu občanské společnosti na Kubě (APSC). Účastníci akce, která proběhla na pozemku jednoho z organizátorů setkání, vyslechli mj. pozdravný projev amerického prezidenta Bushe. Kubánské úřady setkání umožnily, ale nedovolily účast na něm politikům a novinářům ze Západu; někteří z nich přicestovali na Kubu s turistickým vízem. Známý kubánský disident Oswaldo Payá z Křesťanského hnutí osvobození celou akci kritizoval. Podle něj předsedkyně APSC Martha Beatriz Roqueová spolupracuje s kubánskými bezpečnostními silami a svými vazbami na představitele tvrdé linie v kubánském exilu dává kubánské vládě záminku pro další zásahy proti disidentům.
- 29. května – Francouzští voliči v závazném referendu odmítli návrh ústavy Evropské unie. Při téměř 70% účasti se pro přijetí smlouvy vyslovilo 45 % voličů, 55 % bylo proti. Francouzský prezident Jacques Chirac, který intenzivně agitoval za přijetí ústavy EU, prohlásil, že přijímá suverénní rozhodnutí voličů, které podle něj ale ztíží obranu francouzských zájmů v Evropě. Není zatím jasné, jaké důsledky bude mít francouzské „Ne“ pro smlouvu, která musí být před vstupem v platnost ratifikována všemi členskými zeměmi EU.
- 31. května – Po více než 30 letech byla v USA odhalena totožnost důležitého informačního zdroje v aféře Watergate, která vedla v roce 1974 k demisi tehdejšího prezidenta Richarda Nixona. Mužem, který novinářům z deníku Washington Post prozradil klíčové informace a který byl označován přezdívkou „Deep Throat“, byl tehdejší náměstek ředitele FBI Mark Felt. Informaci zveřejnil sám Felt a Washington Post ji potvrdil.
- 5. června – Obyvatelé Švýcarska v referendu schválili připojení země k tzv. schengenskému prostoru Evropské unie. Mezi státy tohoto prostoru jsou zrušeny hraniční kontroly osob, ovšem o to přísněji jsou střeženy vnější hranice tohoto prostoru. Pro připojení Švýcarska k Schengenskému prostoru se vyslovilo 54,6 procenta hlasujících. Švýcarští voliči také většinou 58 % schválili zavedení registrovaného partnerství pro homosexuály.
- 25. června – V parlamentních volbách v Bulharsku zvítězila opoziční socialistická strana, která získala 31 % odevzdaných hlasů. Dosud vládnoucí Liberální strana má 20 %, strana turecké menšiny získala 12 % a radikální nacionalisté ze strany Útok dostali 8 %. Není jasné, zda se vítězným socialistům podaří sestavit vládu.
- 26. června – Americký ministr obrany Donald Rumsfeld potvrdil zprávy britského týdeníku The Sunday Times, podle nichž USA vedly tajné rozhovory s vůdci iráckých povstalců. Podle Sunday Times se zástupci čtyř povstaleckých skupin setkali se čtyřmi americkými důstojníky 3. a 13. června ve vile asi 60 kilometrů severně od Bagdádu. Rumsfeld neuvedl o rozhovorech žádné podrobnosti a prohlásil, že pozornost věnovaná této věci je „přehnaná“. Jedna z povstaleckých skupin, která se měla rozhovorů zúčastnit, svoji účast na nich popřela. Ohledně vyhlídek na porážku iráckých povstalců Rumsfled uvedl, že „povstání mohou pokračovat pět, šest, osm, deset, dvanáct let“.
- 1. července – Dolní komora německého parlamentu nevyslovila důvěru vládě Gerharda Schrödera. Schröder, který stojí v čele koaličního kabinetu SPD a Strany zelených, si nevyslovení důvěry přál, neboť mu umožnilo požádat prezidenta Horsta Köhlera o vypsání předčasných voleb. Schröder k tomuto kroku sáhl po porážce své strany SPD v regionálních volbách.
- 2. července – Sérii koncertů Live 8 v deseti městech po celém světě navštívilo asi 1,5 milionu diváků a několik set milionů dalších sledovalo živý televizní přenos. Koncerty, které proběhly ve Filadelfii, Barrii (Kanada), Torontu, Tokiu, Moskvě, Johannesburgu, Berlíně, Římě, Paříži a Londýně, měly upozornit na chudobu v rozvojových zemích, zejména v Africe. Organizátoři akce doufají, že tak ovlivní jednání skupiny G 8, která sdružuje nejvlivnější země světa.
- 4. července – Modul vypouštěný sondou NASA nazvanou Deep Impact se podle plánu srazil s kometou 9P/Tempel. Sonda tak mohla analyzovat výtrysk hmoty z jádra komety.
- 6. července – Mezinárodní olympijský výbor rozhodl na zasedání v Singapuru, že letní olympijské hry v roce 2012 uspořádá Londýn.
- 7. července – V Londýně bylo při třech explozích v metru a jednom v autobuse zabito nejméně 50 lidí a nejméně 700 dalších bylo zraněno. Celá síť londýnského metra byla uzavřena a byla zastavena i autobusová doprava v centrální části města. – BBC uvedla, že k atentátům v Londýně se přihlásila dosud málo známá skupina „Tajná organizace skupina al-Káida organizace islámské svaté války v Evropě“. Podle prohlášení na jejích webových stránkách mají být útoky odplatou „britské sionistické křižácké vládě“ za „masakry páchané Británií v Afghánistánu a Iráku“. Prohlášení, jehož autenticitu není možné ověřit, dále varuje dánskou a italskou vládu před stejnou odplatou, pokud nestáhnou své vojáky z Iráku a Afghánistánu.
- 21. července – V Londýně vybuchly tři nálože v metru a jedna v autobuse. Nikdo nebyl zabit a jen jedna osoba byla zraněna. Podle britské policie útoky spáchaly sebevražední atentátníci, ovšem výbušná zařízení v jejich zavazadlech selhala – explodovaly pouze rozbušky, nikoli vlastní nálože. K zodpovědnosti za útoky se přihlásila muslimská skupina Brigády abú Háfize Masrího, která má být součástí sítě al-Kajdá.
- 22. července – Britská policie zastřelila ve stanici metra v Londýně 27letého Brazilce žijícího v Londýně. Podle tvrzení policie se muž před ní snažil uprchnout a policisté ho podezřívali z příslušnosti k teroristické skupině. Policie později prohlásila, že se jednalo o tragickou nehodu a že muž nebyl s teroristy nijak spojen.
- 23. července – Při třech výbuších v egyptském turistickém letovisku Šarm-aš-Šajk na pobřeží Rudého moře bylo zabito nejméně 88 lidí včetně řady zahraničních turistů. Přes 200 lidí bylo zraněno. Při jednom z útoků najel sebevražedný útočník s autem naloženým výbušninami do hotelu, který se po explozi částečně zřítil. Další dvě nálože explodovaly na parkovišti a poblíž pouliční kavárny. K zodpovědnosti za útoky se dosud nikdo nepřihlásil.
- 26. července – Z Kennedyho kosmického střediska na Floridě odstartoval raketoplán Discovery. Jde o první let raketoplánu od katastrofy Columbie před dvěma a půl lety.
- 29. července – Byl oznámen objev planetky (nyní trpasličí planety) 2003 UB313, která má větší rozměry než planeta Pluto.
- 8. srpna – Írán obnovil jaderný program v zařízení na zpracovávání uranu poblíž města Isfahán.
- 9. srpna – Americký raketoplán Discovery úspěšně přistál na letecké základně Edwards v Kalifornii ve 14:12 SELČ. NASA předtím zrušila plánované přistání raketoplánu na Kennedyho kosmickém středisku na Floridě z důvodu deštivého počasí.
- 14. srpna – Nedaleko od Atén spadlo kyperské letadlo typu Boeing 737 mířící z Kypru do Prahy. Na palubě bylo 115 cestujících a 6 členů posádky, nikdo zřejmě nepřežil. Mezi cestujícími bylo několik desítek kyperských dětí mířících do Prahy na výlet. Pravděpodobnou příčinou byla porucha na klimatizaci pilotní kabiny. Letadlo už 3/4 hodiny před pádem nikdo nepilotoval, piloti byli zřejmě udušeni.
- 16. srpna – 21. srpna proběhly Světové dny mládeže v Kolíně nad Rýnem
- 25. srpna – Nečekaně tvrdě postihl v noci Miami na Floridě hurikán Katrina.
- 1. října – Z kazašského kosmodromu Bajkonur odstartovala k ISS raketa s lodí Sojuz, na jejíž palubě byl i třetí vesmírný turista Američan Gregory Olsen. Jeho úkolem na stanici během jedenáctidenní mise bylo pořídit fotografické snímky, provést tři lékařské experimenty pro ESA a další pokus týkající se dětí. Na palubě kosmické lodi byla i nová dvoučlenná posádka ISS Rus Valerij Tokarev a Američan William McArthur, kteří nahradili na orbitálním komplexu Rusa Sergeje Krikaljova a jeho amerického kolegu Johna Phillipse, kteří na stanici působili od dubna 2005.
- 12. října – Čína vyslala z kosmodromu Ťiou-čchüan svou druhou pilotovanou vesmírnou loď Šen-čou 6. Tchajkonauti Fej Ťün-lung a Nie Chaj-šeng strávili ve vesmíru pět dní a za tuto dobu 76krát obletěli planetu.
- 25. listopadu – Slovácký verbuňk byl prohlášen Mistrovským dílem ústního a nemateriálního dědictví lidstva UNESCO

## Věda a umění
- V Argentině byl popsán dosud největší objevený dinosaurus (a tím i suchozemský tvor vůbec) Puertasaurus.
- červenec – Španělský astronom José-Luis Ortiz Moreno nalezl na snímku pořízeném 7. března 2003 plutoid Haumea. Jeho zásluhy o objev však byly zpochybněny.
- 2. říjen – Slavnostní otevření Soudobé hudební scény Městského divadla Brno, která se stala s cenou téměř půl miliardy korun největší investicí do tuzemských divadel od roku 1989. Budovu určenou pro 680 diváků otevřelo slavnostní představení muzikálu Vlasy

## Nobelova cena
- Nobelova cena za fyziku – Roy Glauber, John Hall, Theodor Hänsch
- Nobelova cena za chemii – Robert Grubbs, Richard Schrock, Yves Chauvin
- Nobelova cena za fyziologii a lékařství – Barry Marshall, Robin Warren
- Nobelova cena za literaturu – Harold Pinter
- Nobelova cena míru – Mezinárodní agentura pro atomovou energii, Mohamed El Baradei
- Nobelova pamětní cena za ekonomii – Robert Aumann, Thomas Schelling

## Narození

### Česko

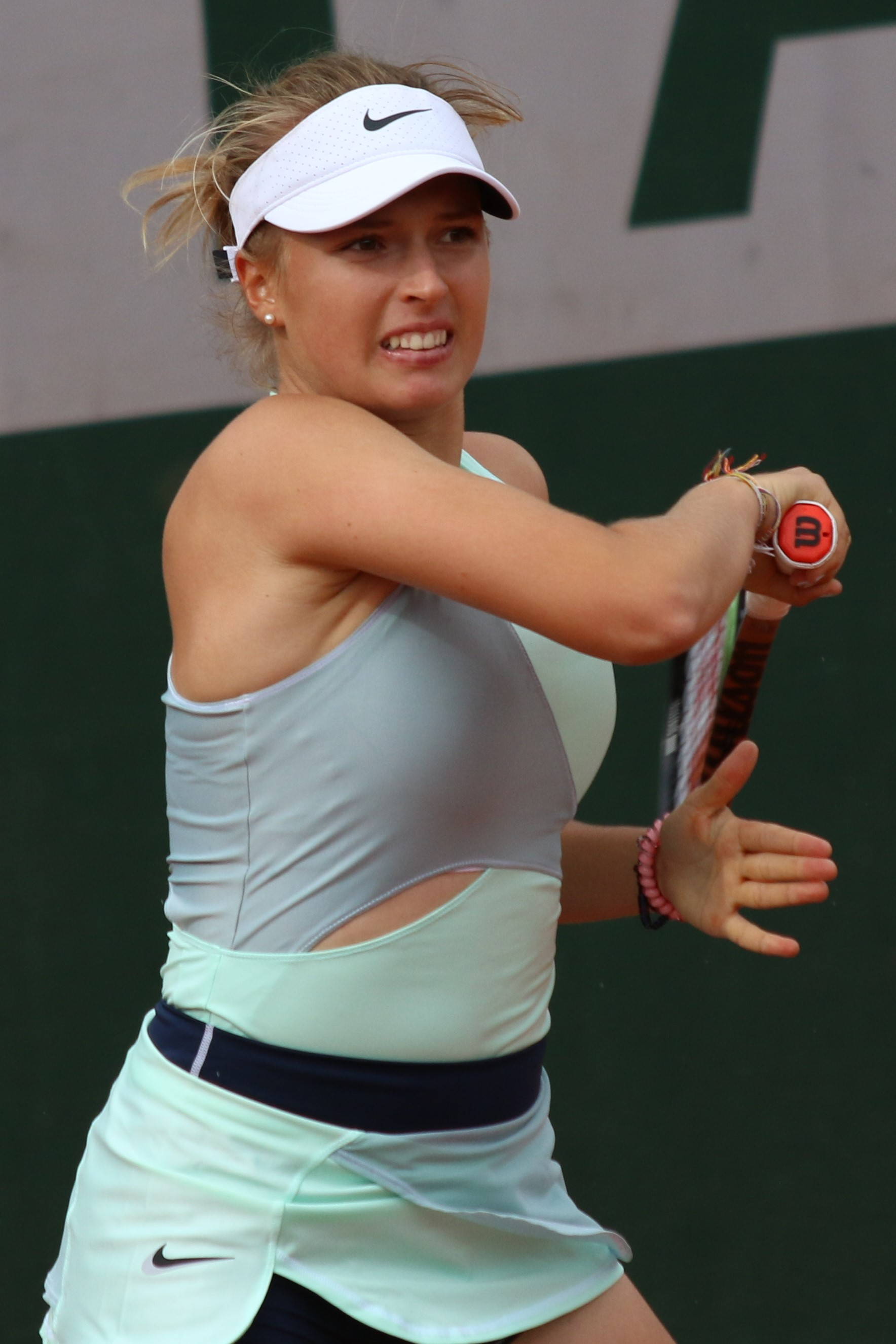
Linda Fruhvirtová (* 1. května)

- 02. března – Karolína Lipowská, herečka
- 10. března – Eduard Šalé, hokejista
- 13. března – Lucie Havlíčková, tenistka
- 01. května – Linda Fruhvirtová, tenistka
- 27. května – Matěj Havelka, herec
- 08. října – Jakub Gurecký, juniorský motocyklový závodník († 7. února 2022)

### Svět
- 01. ledna – Alzain Tareqová, bahrajnská plavkyně
- 20. ledna – Glaive, americký zpěvák a hudební producent
- 5. února - Karoline Olesen, dánská fotbalistka
- 19. února – Alma Deutscherová, anglická hudební skladatelka
- 25. února – Arda Güler, turecký fotbalista
- 28. února – Vitor Roque, brazilský fotbalista
- 07. března – Jade Weber, francouzská modelka
- 26. března – Luana Oranžsko-Nasavská, nizozemská hraběnka
- 08. dubna – Leah Isadora Behn, švédská princezna
- 03. května – Maxwell Jenkins, americký filmový, televizní a divadelní herec
- 18. května – Alexandria Villaseñorová, americká klimatická aktivistka
- 05. června – Irene Urdangarín y de Borbón, španělská aristokratka
- 15. června – Dalibor Dvorský, slovenský hokejista
- 11. července – Jovan Mijatović, srbský fotbalista
- 17. července:
  - Theoz švédský zpěvák
  - Connor Bedard, kanadský hokejový útočník
- 10. srpna – Rameshbabu Praggnanandhaa, indický šachový velmistr
- 04. října – Emmanuel Belgický, belgický princ
- 15. října – Christian Dánský, syn dánského krále Frederika X.
- 31. října – Leonor, kněžna asturská, následnice španělského trůnu
- 26. června – Alexia Nizozemská, dcera nizozemského krále Viléma-Alexandra Nizozemského
- 11. listopadu – Ben Doak, skotský fotbalista
- 03. prosince – Sverre Magnus Norský, syn norského korunního prince Haakona Magnuse
- 13. prosince
  - Aymeric Belgický, třetí dítě a druhý syn prince Laurenta a princezny Claire Belgické
  - Nicolas Belgický, dvojče Aymerica

## Úmrtí

### Česko
- 9. ledna – Antonín Klimek, historik (* 18. ledna 1937)
- 16. ledna – Michal Černoušek, psycholog, pedagog a publicista (* 14. srpna 1945)
- 23. ledna
  - Jiřina Třebická, herečka a tanečnice (* 1. listopadu 1930)
  - Jan Novotný, sklářský výtvarník a malíř (* 17. června 1929)
- 2. února – Luba Pellarová, dramaturgyně Národního divadla a překladatelka (* 10. srpna 1922)
- 8. února – Hynek Žalčík, hudební producent a textař (* 9. dubna 1949)
- 11. února – Míla Myslíková, filmová a divadelní herečka a spisovatelka (* 14. února 1933)
- 16. února – Josef Štafl, mistr cukrář (* 20. listopadu 1909)
- 20. února – Josef Holeček, kanoista, olympionik, který získal dvě zlaté medaile (* 25. ledna 1921)
- 1. března – Jiří Trnka, fotbalový reprezentant (* 2. prosince 1926)
- 2. března – Jaroslav Němec, vědec v oblasti nauky o materiálu (* 15. března 1921)
- 7. března
  - Valérie Čižmárová, česká zpěvačka slovenského původu (* 29. ledna 1952)
  - Zbyněk Malinský, spisovatel (* 7. února 1923)
- 19. března – Josef Brož, volejbalový reprezentant (* 24. dubna 1927)
- 4. dubna – Helena Zmatlíková, ilustrátorka dětských knížek (* 19. listopadu 1923)
- 8. dubna – Vladislav Martinek, lesnický entomolog (* 17. ledna 1926)
- 11. dubna – Jaroslav Šperl, voják a příslušník výsadku Carbon (* 7. listopadu 1919)
- 16. dubna – Tomáš Vojtěch, jezdec rallye (* 30. října 1973)
- 17. dubna – Pavel Bergmann, historik (* 14. února 1930)
- 24. dubna – Antonín Novotný, herec a chemik (* 15. března 1913)
- 26. dubna – Josef Nesvadba, spisovatel (* 19. června 1926)
- 27. dubna – Radislav Hošek, klasický filolog (* 13. března 1922)
- 6. května – Josef Ceremuga, hudební skladatel a pedagog (* 14. června 1930)
- 7. května – Václav Boštík, malíř, grafik a ilustrátor (* 6. listopadu 1913)
- 14. května – Alena Šimečková, germanistka (* 25. dubna 1932)
- 18. května – Stella Zázvorková, herečka (* 14. dubna 1922)
- 21. května – Bohumil Eliáš starší, sklářský výtvarník, sochař, malíř a grafik (* 2. září 1937)
- 22. května – Šárka Štembergová-Kratochvílová, herečka (* 8. července 1924)
- 25. května – Věra Komárková, profesorka přírodních věd, horolezkyně (* 25. prosince 1942)
- 26. května – Roman Hemala herec (* 11. ledna 1925)
- 29. května
  - Svatopluk Pluskal, fotbalový reprezentant (* 28. října 1930)
  - Jan Bém, atlet, skokan o tyči (* 24. listopadu 1917)
- 31. května – Anna Nováková, překladatelka z ruštiny (* 22. července 1921)
- 11. června – Miroslav Krejča, herec a spisovatel (* 1. července 1931)
- 14. června – Leoš Suchařípa, herec, překladatel a divadelní teoretik (* 16. února 1932)
- 15. června – Josef Jíra, malíř, grafik a ilustrátor (* 11. října 1929)
- 16. června – Eva Jakoubková, herečka (* 8. února 1952)
- 21. června – Jiří Ropek, varhaník a skladatel (* 1. července 1922)
- 25. června – Jiří Kodet, herec (* 6. prosince 1937)
- 30. června – Rudolf Tecl, historik a archivář (* 21. srpna 1950)
- 2. července – František Roman Dragoun, malíř (* 21. října 1916)
- 6. července – Josef Randa, sochař (* 10. ledna 1933)
- 8. července – Jaroslav Anděl, právník a antikomunista (* 30. března 1905)
- 9. července – Petr Kabeš, básník, překladatel a publicista (* 21. června 1941)
- 11. července – Igor Němec, bohemista (* 12. června 1924)
- 13. července – Josef Starkl, rakouský zahradník působící v Čechách (* 4. února 1929)
- 24. července – Pavel Dostál, politik, spisovatel, dramatik a choreograf (* 25. února 1943)
- 20. července – Pavel Čotek, hudební skladatel a pedagog (* 12. března 1922)
- 23. července – Josef Kus, hokejový reprezentant (* 1. června 1921)
- 28. července – Jiří Jirouš, klavírista, houslista, dirigent a hudební skladatel (* 4. srpna 1923)
- 30. července – Vladimír Valeš, malíř, scénograf (* 8. dubna 1941)
- 10. srpna
  - Jaroslav Koutecký, fyzikální chemik (* 14. října 1922)
  - Ilja Prachař, herec (* 30. dubna 1924)
- 17. srpna
  - Emil Skála, germanista (* 20. listopadu 1928)
  - Dalibor Brázda, skladatel a dirigent (* 9. září 1921)
- 20. srpna – Ladislav Vychodil, scénograf (* 28. února 1920)
- 22. srpna – Karel Oliva, jazykovědec polonista a lexikograf (* 15. ledna 1927)
- 23. srpna – Josef Liesler, malíř (* 19. září 1912)
- 27. srpna – Václav Chochola, fotograf (* 31. ledna 1923)
- 1. září – Richard Honzovič, hlasatel a voiceover (* 17. března 1934)
- 8. září – Milena Hübschmannová, indoložka a zakladatelka české romistiky (* 10. června 1933)
- 11. září – Zdeněk Srna, divadelní vědec, kritik, historik (* 26. ledna 1929)
- 14. září – Stanislav Tůma, fotograf (* 17. července 1950)
- 19. září – Jaroslav Toť, filmový a divadelní herec (* 5. února 1935)
- 23. září – Emil Konečný, herec (* 19. březen 1916)
- 26. září – František Procházka, botanik (* 30. března 1939)
- 30. září – Stanislav Segert, evangelický teolog a lingvista (* 4. května 1921)
- 2. října
  - Josef Beneš, etnograf a muzeolog (* 1. března 1917)
  - František Vlasák, ekonom a politik (* 30. srpna 1912)
- 20. října
  - František Kavka, historik (* 21. listopadu 1920)
  - Eva Švankmajerová, výtvarnice a spisovatelka (* 25. září 1940)
- 26. října – Václav Král, automobilový designér, konstruktér a závodník (* 27. září 1936)
- 4. listopadu – Bohumil Gregor, dirigent (* 14. července 1926)
- 5. listopadu – Michal Tošovský, politik (* 16. února 1951)
- 9. listopadu – Luděk Vimr, malíř, grafik a ilustrátor (* 5. července 1921)
- 17. listopadu – Milan Dufek, zpěvák, hudební skladatel, kytarista a flétnista (* 6. května 1944)
- 18. listopadu – Libuše Geprtová, herečka (* 21. prosince 1941)
- 19. listopadu – Miroslav Červenka, literární vědec, překladatel a básník (* 5. listopadu 1932)
- 20. listopadu – Přemysl Charvát, dirigent (* 4. října 1930)
- 28. listopadu – Miroslav Štěpánek, režisér, výtvarník, scenárista a scénograf (* 2. prosince 1923)
- 1. prosince – Rudolf Ströbinger, novinář, publicista a spisovatel (* 5. března 1931)
- 3. prosince – Jan Bůžek, hudební skladatel a pedagog (* 16. února 1927)
- 15. prosince – Jiřina Hauková, básnířka a překladatelka (* 27. ledna 1919)
- 21. prosince – Rudolf Pernický, voják, předseda Konfederace politických vězňů České republiky (* 1. července 1915)
- 26. prosince – Jiří Cejpek, informační vědec a knihovník (* 20. února 1928)
- 28. prosince – Emil Velenský, basketbalista, mistr Evropy (* 21. května 1920)
- neznámé datum
  - Bedřich Grünzweig, americký fotograf českého původu (* 3. dubna 1910)
  - Jaroslav Turek, malíř (* 16. února 1925)
  - Miroslav Štěpánek, historik, archeolog a encyklopedista (* 10. ledna 1934)
  - Leo Vaniš, výtvarný umělec (* 9. listopadu 1936)
  - Miroslav Kokoška, hráč na marimbu a hudební skladatel (* 19. července 1944)

### Svět

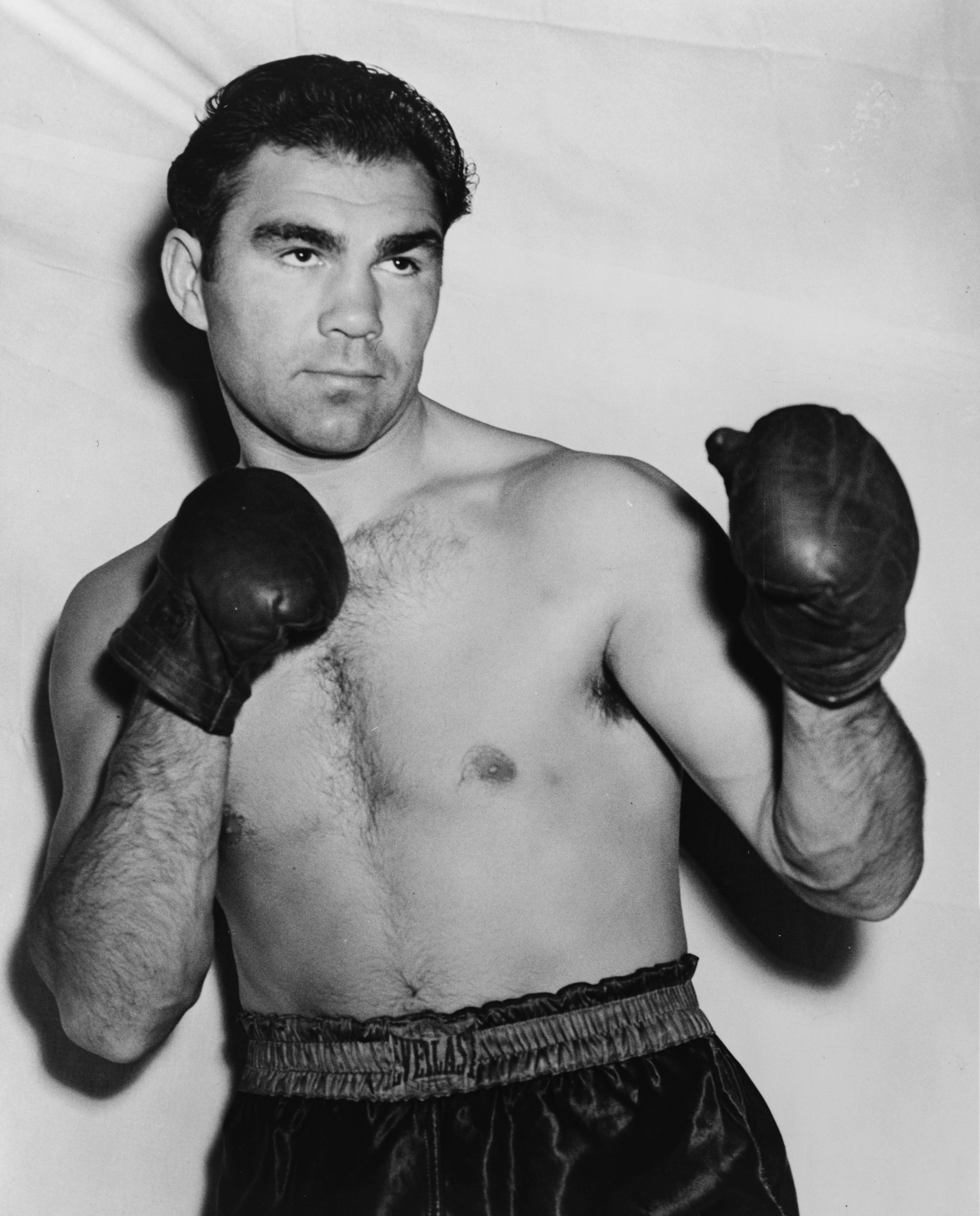
Max Schmeling († 2. února)

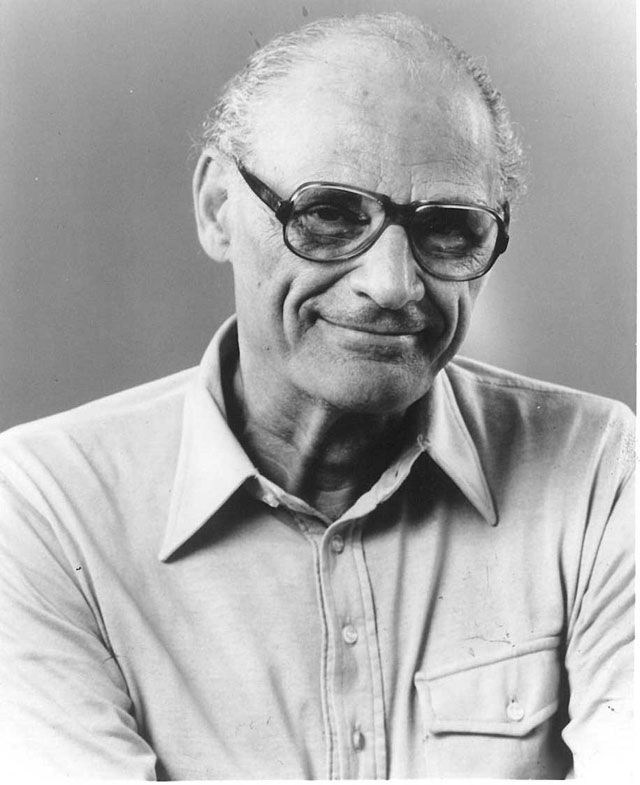
Arthur Miller († 10. února)

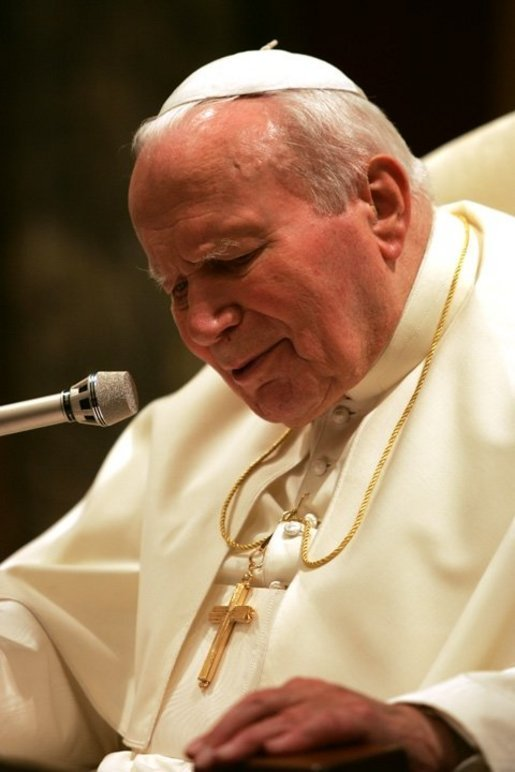
Jan Pavel II. († 2. dubna)

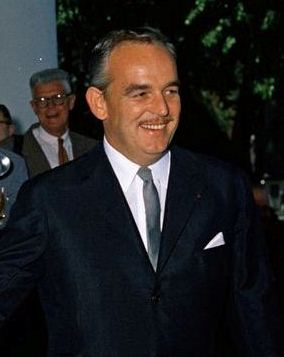
Rainier III. († 6. dubna)

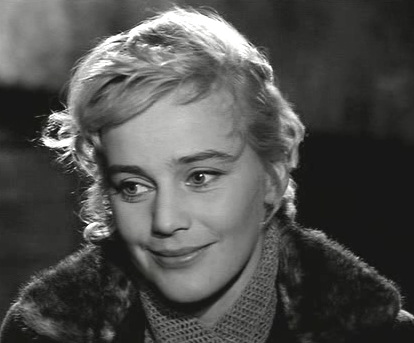
Maria Schell († 26. dubna)

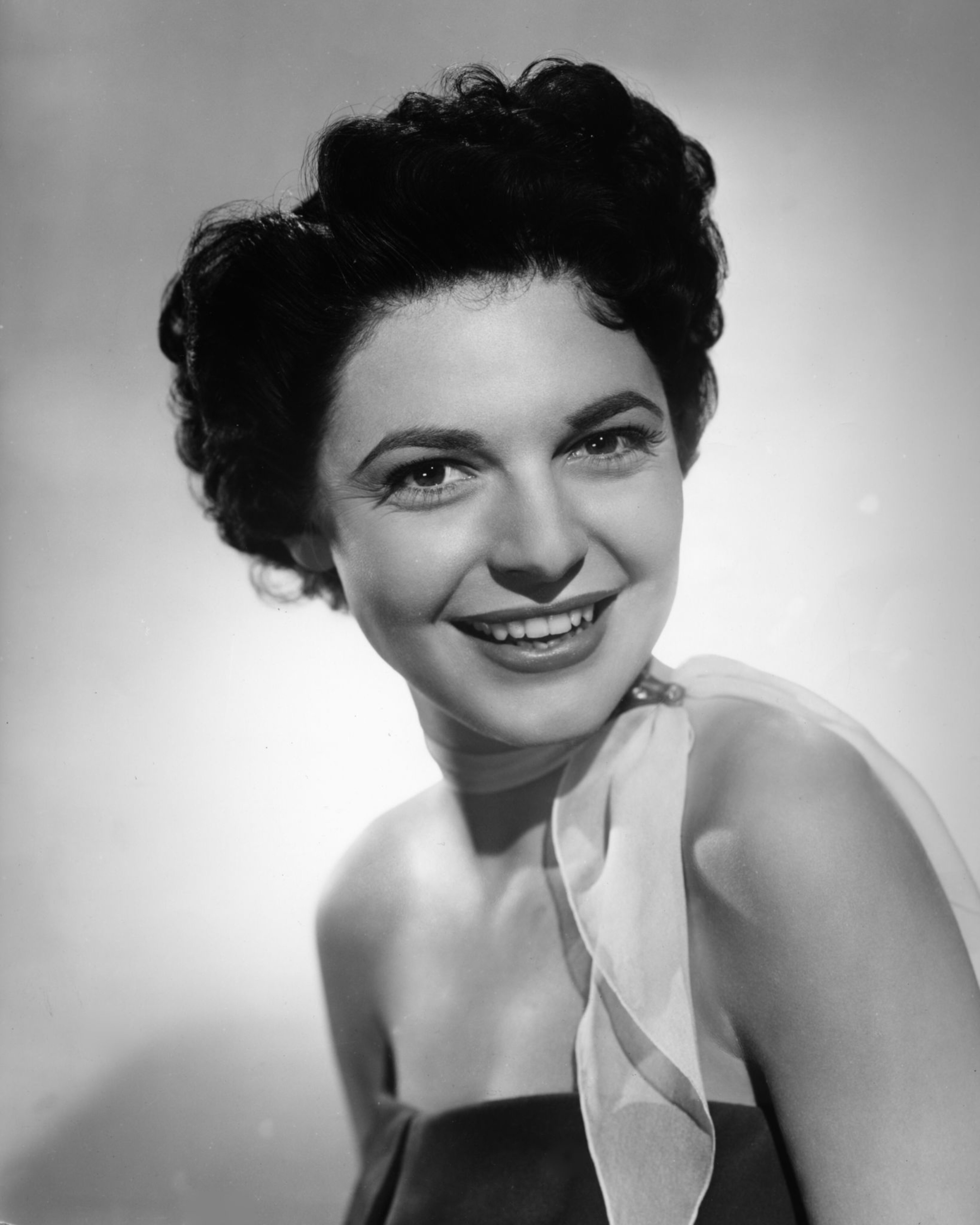
Anne Bancroftová († 6. června)

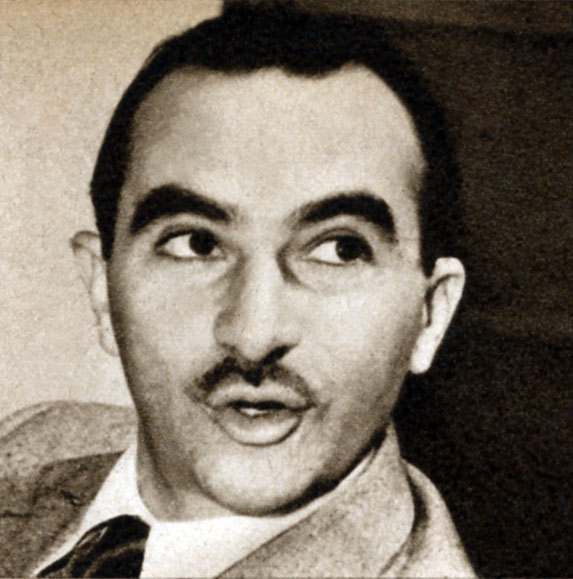
Alberto Lattuada († 3. červenec)

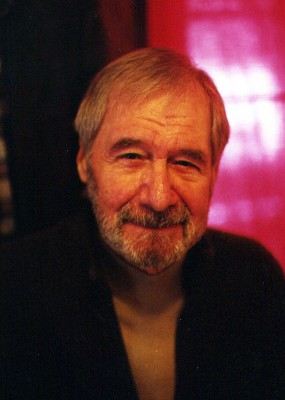
Ed McBain († 6. července)

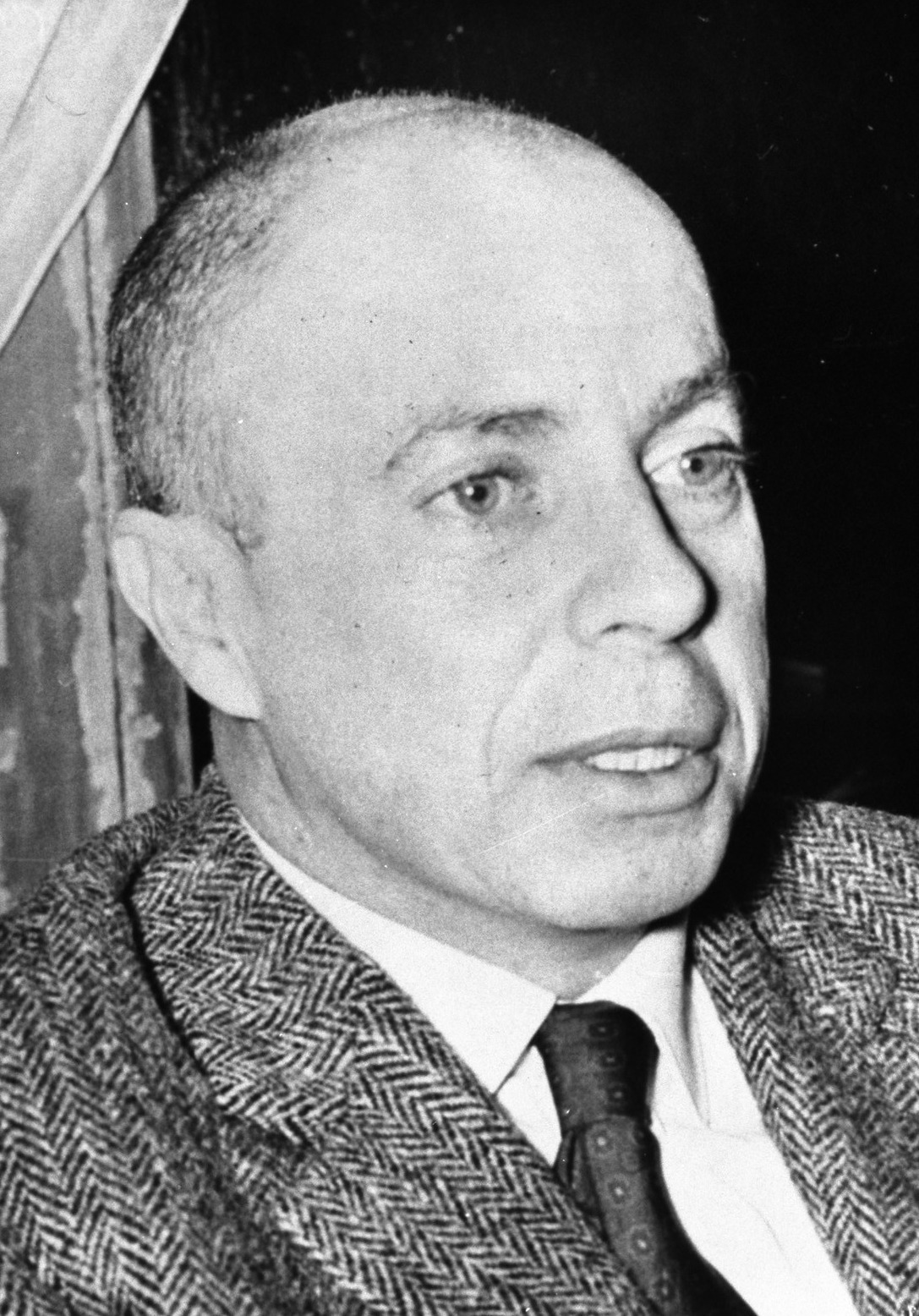
Claude Simon († 6. července)

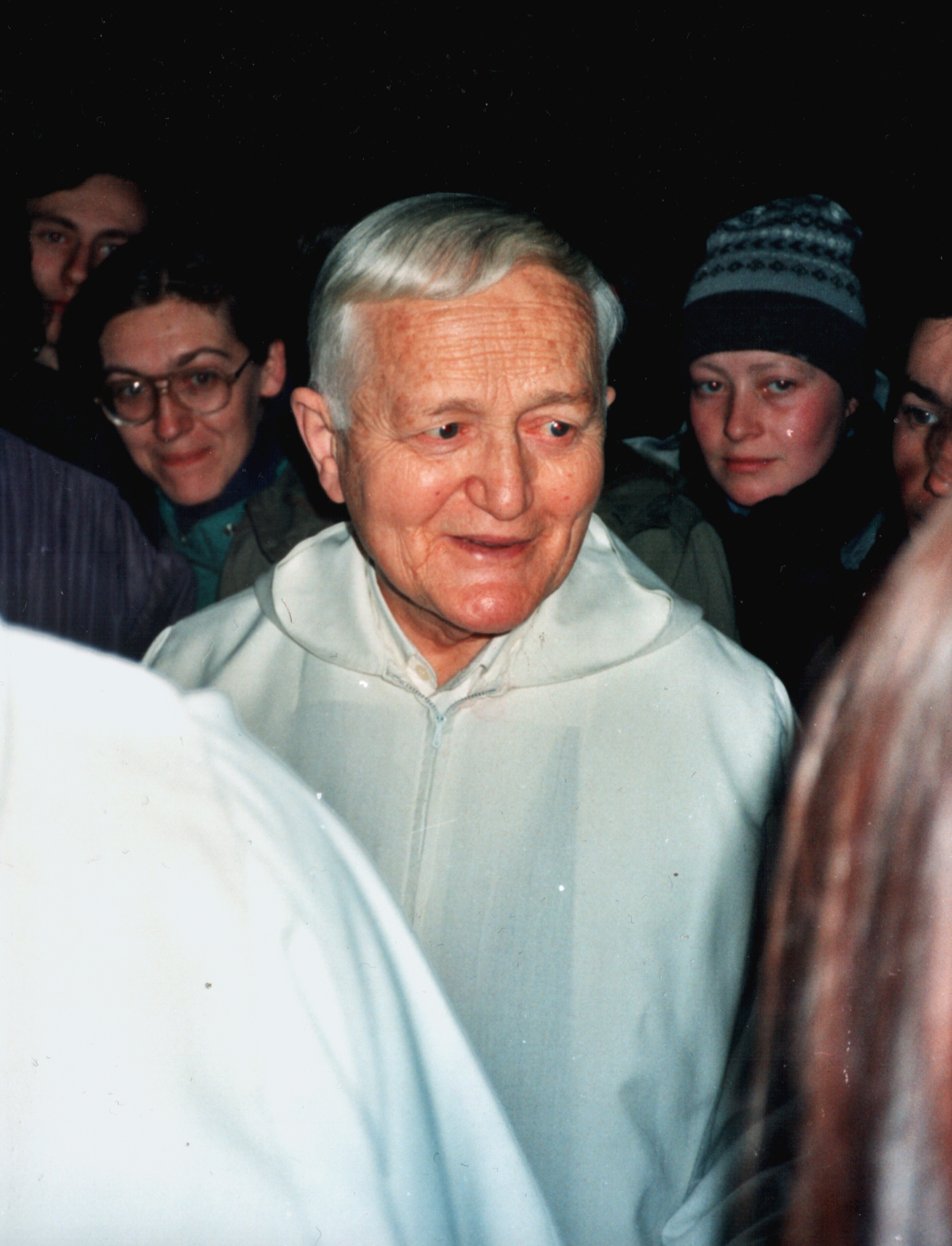
Roger Schütz († 16. srpna)

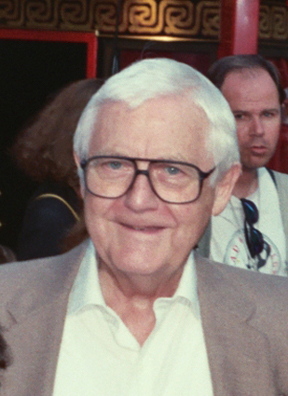
Robert Wise († 14. září)

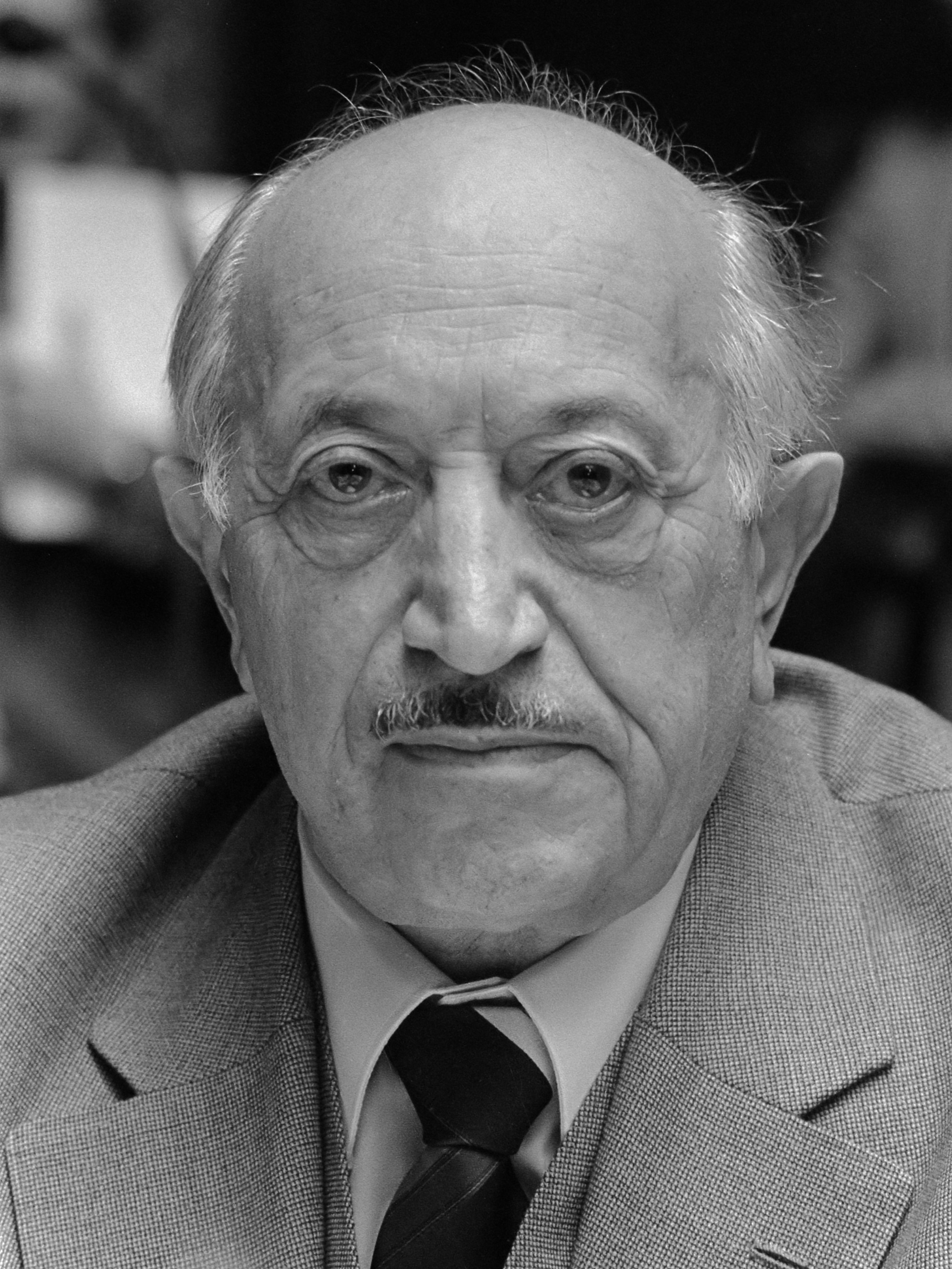
Simon Wiesenthal († 20. září)

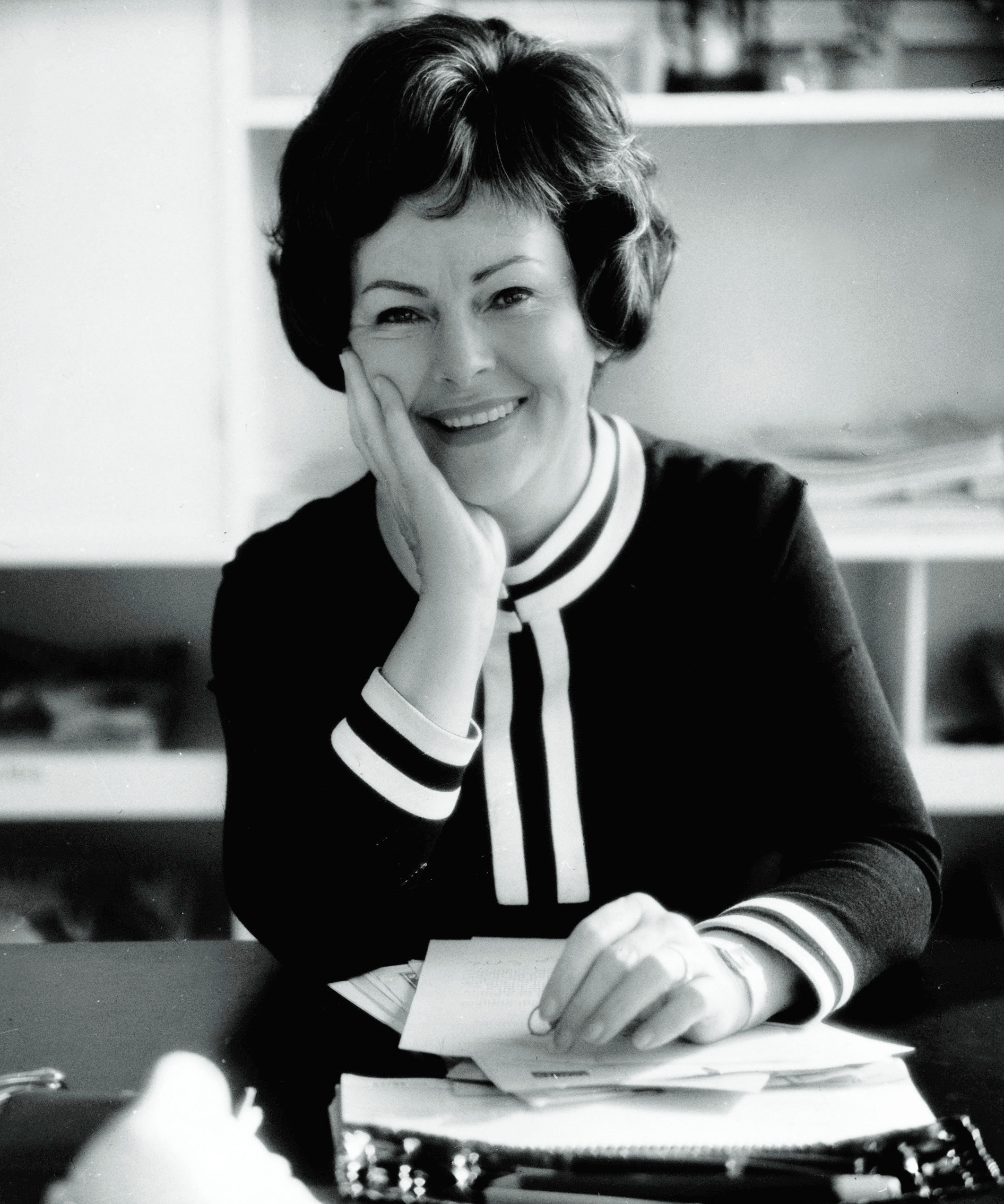
Aenne Burda († 3. listopadu)

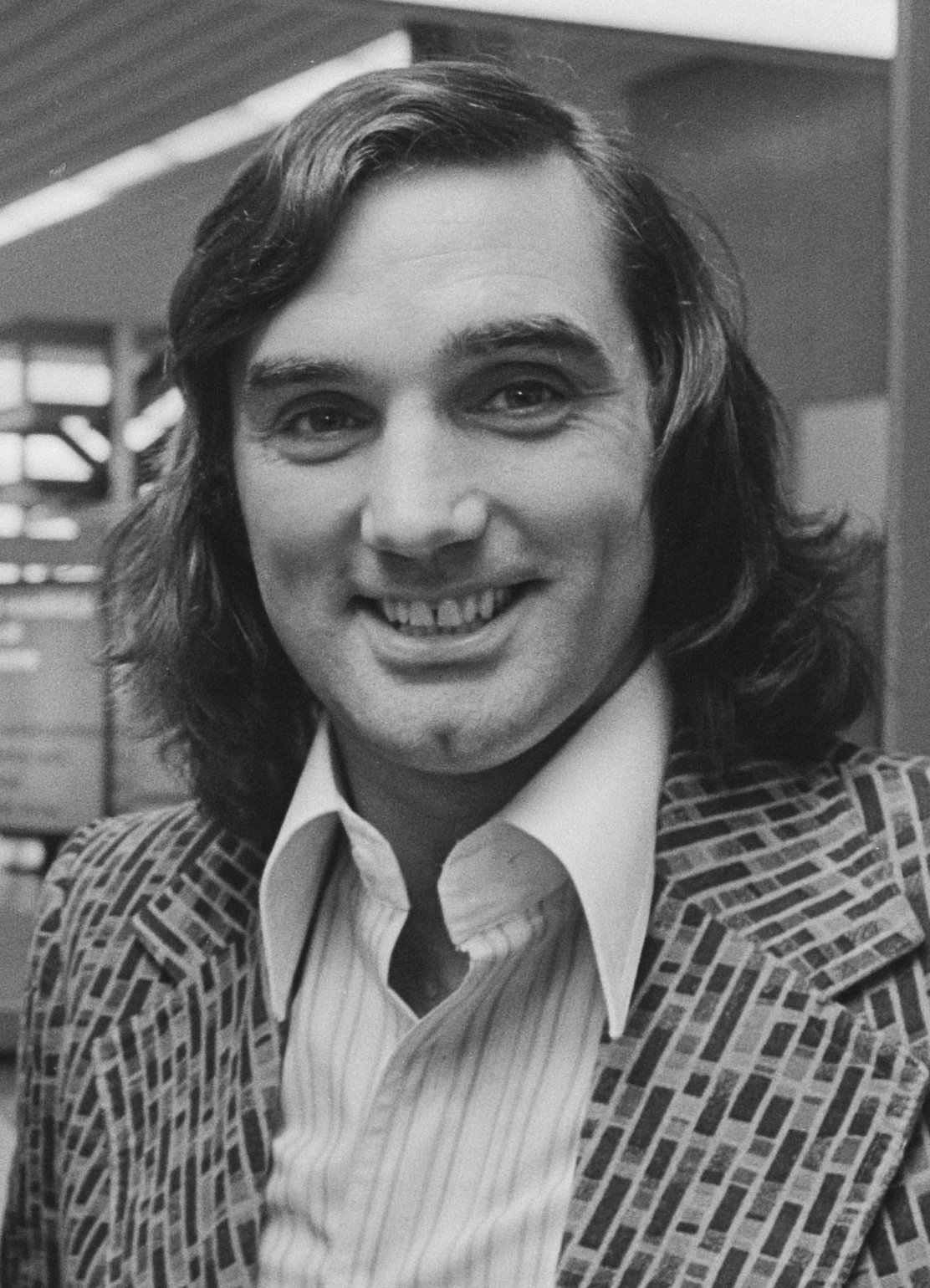
George Best († 25. listopadu)

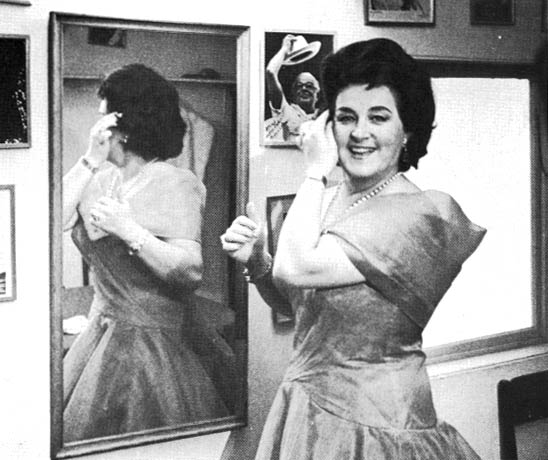
Birgit Nilssonová († 25. prosince)

- 2. ledna – Maclyn McCarty, americký genetik (* 9. června 1911)
- 3. ledna – Will Eisner, americký kreslíř (* 6. března 1917)
- 4. ledna – Humphrey Carpenter, anglický životopisec, spisovatel a rozhlasový hlasatel (* 29. dubna 1946)
- 8. ledna – Michel Thomas, polský polyglot a učitel jazyků (* 3. února 1914)
- 9. ledna
  - Andreas Lommel, německý etnolog (* 19. července 1912)
  - Rudolf Kundera, moravsko-francouzský malíř (* 9. března 1911)
- 10. ledna – Josefína Šarlota Belgická, belgická princezna (* 11. října 1927)
- 11. ledna
  - Miriam Hyde, australská skladatelka (* 15. ledna 1913)
  - Fabrizio Meoni, italský jezdec rallye (* 31. prosince 1957)
  - Spencer Dryden, americký rockový bubeník (* 7. dubna 1938)
  - Jimmy Griffin, americký zpěvák, kytarista a skladatel (* 10. srpna 1943)
- 12. ledna – Amrish Puri, indický herec (* 22. června 1932)
- 17. ledna
  - Charlie Bell, ředitel McDonald's (* 7. listopadu 1960)
  - Čao C’-jang, čínský premiér (* 17. října 1919)
- 19. ledna – Anita Kulcsárová, maďarská házenkářka (* 2. října 1976)
- 20. ledna
  - Jan Nowak-Jeziorański, polský novinář (* 15. května 1913)
  - Per Borten, norský premiér (* 3. dubna 1913)
- 21. ledna – Theun de Vries, nizozemský spisovatel a básník (* 26. dubna 1907)
- 23. ledna – Johnny Carson, americký komik (* 23. října 1925)
- 25. ledna – Philip Johnson, americký architekt (* 8. července 1906)
- 28. ledna – Jacques Villeret, francouzský herec (* 6. února 1951)
- 29. ledna
  - Ephraim Kishon, židovský spisovatel (* 23. srpna 1924)
  - Guus Zoutendijk, holandský matematik (* 12. září 1929)
- 2. února – Max Schmeling, německý sportovec, boxer (* 28. září 1905)
- 3. února
  - Ernst Mayr, německý evoluční biolog (* 5. července 1904)
  - Corrado Bafile, italský vatikánský diplomat, kardinál (* 4. července 1903)
  - Zurab Žvanija, gruzínský premiér (* 9. prosince 1963)
- 5. února – Gnassingbe Eyadéma, prezident Toga (* 26. prosince 1937)
- 7. února – Atli Pætursson Dam, předseda vlády Faerských ostrovů (* 12. září 1932)
- 8. února
  - Gaston Rahier, belgický motokrosový závodník (* 1. února 1947)
  - Jimmy Smith, americký hráč na Hammondovy varhany (* 8. prosince 1928)
- 10. února – Arthur Miller, americký spisovatel a dramatik (* 17. října 1915)
- 12. února – Dorothy Stang, americká řeholnice a bojovnice za lidská práva (* 7. června 1937)
- 14. února – Rafík Harírí, libanonský politik a podnikatel (* 1. listopadu 1944)
- 15. února
  - Richard Grunberger, rakouský historik (* 7. března 1924)
  - Pierre Bachelet, francouzský zpěvák, šansoniér a hudební skladatel (* 25. května 1944)
- 17. února
  - Omar Sívori, argentinský fotbalista naturalizovaný v Itálii (* 2. října 1935)
  - Jens Martin Knudsen, dánský astrofyzik (* 12. října 1930)
- 21. února – Zdzisław Beksiński, polský malíř (* 24. února 1929)
- 24. února – Glanmor Williams, velšský historik (* 5. května 1920)
- 25. února
  - Peter Benenson, britský právník, zakladatel Amnesty International (* 31. července 1921)
  - Jean Prat, francouzský ragbista (* 1. srpna 1923)
- 28. února – Jim Capaldi, anglický hudebník a hudební skladatel (* 2. srpna 1944)
- 3. března
  - Rinus Michels, nizozemský fotbalový trenér (* 9. února 1928)
  - Alžběta Marie Bavorská, hraběnka z Kagenecku (* 10. října 1913)
- 6. března – Hans Bethe, německo-americký fyzik, nositel Nobelovy ceny (* 2. července 1906)
- 7. března
  - Debra Hillová, americká filmová producentka a scenáristka (* 10. listopadu 1950)
  - Jozef Stank, slovenský politik (* 26. října 1940)
- 8. března – Aslan Maschadov, čečenský prezident (* 21. září 1951)
- 10. března – Danny Joe Brown, americký hudebník, skladatel a zpěvák (* 24. srpna 1951)
- 14. března – Akira Jošizawa, japonský origamista (* 14. března 1911)
- 17. března
  - George Frost Kennan, americký diplomat (* 16. února 1904)
  - Andre Norton, americká autorka sci-fi (* 17. února 1912)
- 22. března
  - Clemente Domínguez y Gómez, španělský vzdoropapež (* 23. května 1946)
  - Kenzó Tange, japonský architekt (* 4. září 1913)
- 26. března
  - James Callaghan, britský premiér (* 27. března 1912)
  - Paul Hester, australský hudebník, člen skupiny Crowded House (* 8. ledna 1959)
- 27. března – Antonio Téllez Solá, španělský anarchista, novinář a historik (* 18. ledna 1921)
- 28. března – Pál Losonczi, předseda Prezidiální rady Maďarské lidové republiky (* 18. září 1919)
- 2. dubna – Jan Pavel II., papež (* 18. května 1920)
- 5. dubna
  - Jacques Poitrenaud, francouzský filmový režisér a herec (* 22. května 1922)
  - Saul Bellow, americký spisovatel (* 11. června 1915)
- 6. dubna – Rainier III, monacký kníže (* 31. května 1923)
- 8. dubna – Stano Radič, slovenský scenárista, humorista, moderátor (* 7. května 1955)
- 11. dubna – Alfons Heck, aktivista (* 3. listopadu 1927)
- 12. dubna
  - Ehud Manor, izraelský autor písní, překladatel (* 13. července 1941)
  - Florin Abelès, francouzský fyzik (* 20. října 1922)
- 13. dubna
  - André Gunder Frank, americký sociolog, ekonom a historik (* 24. února 1929)
  - Nikola Ljubičić, jugoslávský partyzán a komunistický politik (* 4. listopadu 1916)
- 21. dubna – Gwynfor Evans, velšský politik (* 1. září 1912)
- 22. dubna
  - Eduardo Paolozzi, skotský sochař, grafik a průmyslový návrhář (* 7. března 1924)
  - John Marshall, americký filmař a antropolog (* 12. listopadu 1932)
- 23. dubna – Jimmy Woode, americký jazzový kontrabasista (* 23. září 1926)
- 24. dubna
  - Michal Chudík, slovenský politik, diplomat a spisovatel (* 29. září 1914)
  - Ezer Weizman, izraelský prezident (* 15. června 1924)
- 26. dubna
  - Augusto Roa Bastos, paraguayský spisovatel (* 13. června 1917)
  - Maria Schell, rakouská herečka (* 15. ledna 1926)
- 27. dubna – Marian Sawa, polský skladatel, varhaník, muzikolog a pedagog (* 12. ledna 1937)
- 28. dubna – Percy Heath, americký jazzový kontrabasista (* 30. dubna 1923)
- 29. dubna – Alla Alexandrovna Andrejevová, ruská výtvarnice, žena básníka a mystika Daniila Andrejeva (* 25. února 1915)
- 1. května – Zoltán Pásztory, maďarský hudebník (* 31. října 1944)
- 2. května
  - Robert Hunter (novinář), kanadský novinář a spoluzakladatel organizace Greenpeace (* 13. října 1941)
  - Wee Kim Wee, singapurský prezident (* 4. listopadu 1915)
- 3. května – Pierre Moerlen, francouzský bubeník a perkusionista (* 23. října 1952)
- 8. května – Wolfgang Blochwitz, německý fotbalový brankář (* 8. února 1941)
- 12. května – Frankie LaRocka, americký bubeník a hudební producent (* 17. dubna 1954)
- 13. května – George Dantzig, americký matematik (* 8. listopadu 1914)
- 16. května – Rees Davies, velšský historik (* 6. srpna 1938)
- 20. května – Paul Ricoeur, francouzský evangelický filosof (* 27. února 1913)
- 22. května – Thurl Ravenscroft, americký dabér a zpěvák (* 6. února 1914)
- 26. května – Eddie Albert, americký herec (* 22. dubna 1906)
- 6. června – Anne Bancroftová, americká herečka (* 17. září 1931)
- 10. června – Kenneth Taylor, americký teolog a spisovatel (* 8. května 1917)
- 13. června
  - Joan Abse, anglická historička umění (* 11. září 1926)
  - Álvaro Cunhal, portugalský politik a spisovatel (* 10. listopadu 1913)
  - David Diamond, americký hudební skladatel (* 9. července 1915)
- 14. června – Carlo Maria Giulini, italský dirigent (* 9. května 1914)
- 17. června – Keith Morris, anglický fotograf (* 15. srpna 1938)
- 20. června – Jack Kilby, americký elektroinženýr, vynálezce integrovaného obvodu (* 8. listopadu 1923)
- 21. června – Jaime Sin, filipínský kardinál a manilský arcibiskup (* 31. srpna 1928)
- 23. června – Manolis Anagnostakis, řecký básník (* 10. března 1925)
- 3. července
  - Pierre Michelot, francouzský jazzový kontrabasista (* 3. března 1928)
  - Alberto Lattuada, italský filmový režisér (* 13. listopadu 1914)
- 4. července – John Stubblefield, americký jazzový saxofonista (* 4. února 1945)
- 6. července
  - Ed McBain, americký spisovatel (* 15. října 1926)
  - Claude Simon, francouzský spisovatel (* 10. října 1913)
- 9. července
  - Jevgenij Grišin, sovětský rychlobruslař, olympijský vítěz (* 23. března 1931)
  - Lu Wen-fu, čínský spisovatel (* 23. března 1927)
- 11. července – Klára Jarunková, slovenská spisovatelka (* 28. dubna 1922)
- 14. července
  - Tilly Fleischerová, německá olympijská vítězka v hodu oštěpem (* 2. října 1911)
  - Cicely Saundersová, anglická lékařka a sociální pracovnice (* 22. června 1918)
- 16. července – John Ostrom, americký paleontolog (* 18. února 1928)
- 17. července – Edward Heath, předseda britské vlády (* 9. července 1916)
- 18. července
  - William Westmoreland, americký generál (* 26. března 1914)
  - Amy Gillettová, australská sportovkyně (* 9. ledna 1976)
- 20. července – James Doohan, americký herec (* 3. března 1920)
- 21. července – Long John Baldry, anglický zpěvák (* 12. ledna 1941)
- 23. července – Christian Zuber, francouzský fotodokumentarista, novinář a spisovatel (* 19. února 1930)
- 30. července
  - Rudolf Tajcnár, slovenský hokejista, československý reprezentant (* 17. dubna 1948)
  - Lucky Thompson, americký jazzový saxofonista (* 16. června 1924)
- 1. srpna – Fahd bin Abd al-Azíz, saúdskoarabský král (* 16. března 1921)
- 3. srpna – Françoise d'Eaubonne, francouzská spisovatelka a feministka (* 12. března 1920)
- 5. srpna – Polina Astachovová, sovětská sportovní gymnastka, pětinásobná olympijská vítězka (* 30. října 1936)
- 6. srpna
  - Robin Cook, britský exministr zahraničí (* 28. srpna 1946)
  - Ibrahim Ferrer, kubánský zpěvák (* 20. února 1927)
  - Carlo Little, anglický rockový bubeník (* 17. prosince 1938)
  - 7. srpna – Ester Šimerová-Martinčeková, slovenská malířka (* 23. ledna 1909)
- 9. srpna
  - Colette Bessonová, francouzská olympijská vítězka v běhu na 400 metrů (* 7. dubna 1946)
  - Nikolaj Pučkov, sovětský reprezentační hokejový brankář (* 30. ledna 1930)
- 12. srpna – Lakshman Kadirgamar, srílanský ministr zahraničí (* 12. dubna 1932)
- 13. srpna – David Lange, novozélandský premiér (* 4. srpna 1942)
- 16. srpna
  - Roger Schütz, zakladatel komunity Taizé (* 12. května 1915)
  - Joe Ranft, americký herec a scenárista (* 13. března 1960)
- 19. srpna – Aušra Augustinavičiūtė, litevská socioložka (* 4. dubna 1927)
- 21. srpna – Robert Moog, americký vynálezce a průkopník elektronické hudby (* 23. května 1934)
- 22. srpna – Mati Unt, estonský spisovatel, dramaturg a kritik (* 1. ledna 1944)
- 25. srpna – Peter Glotz, německý politik, publicista, politolog (* 6. března 1939)
- 28. srpna
  - Esther Szekeresová, maďarsko-australská matematička (* 20. února 1910)
  - George Szekeres, maďarský a australský matematik (* 29. května 1911)
- 23. srpna – Brock Peters, americký herec (* 2. července 1927)
- 30. srpna – Anatolij Markovič Markuša, ruský novinář, vojenský stíhač a spisovatel (* 20. června 1921)
- 31. srpna – Józef Rotblat, britský fyzik, nositel Nobelovy ceny (* 4. listopadu 1908)
- 3. září – William Rehnquist, americký státník (* 1. října 1924)
- 7. září – Arnold Keyserling, německý filosof a teolog (* 9. února 1922)
- 11. září – Al Casey, americký swingový kytarista (* 15. září 1915)
- 12. září – Serge Lang, francouzský matematik (* 19. května 1927)
- 14. září – Robert Wise, americký střihač, zvukař, filmový producent a režisér (* 10. září 1914)
- 19. září – Helmut Baierl, německý spisovatel (* 23. prosince 1926)
- 20. září – Simon Wiesenthal, rakouský aktivista za potrestání pachatelů holocaustu (* 31. prosince 1908)
- 22. září – Annemarie Heinrich, německo-argentinská fotografka (* 9. ledna 1912)
- 25. září – Morgan Scott Peck, americký psychiatr a spisovatel (* 23. května 1936)
- 27. září
  - John McCabe, americký spisovatel a pedagog (* 14. listopadu 1920)
  - Ronald Golias, brazilský herec a komik (* 4. května 1929)
- 29. září – Gennadij Sarafanov, sovětský vojenský letec a kosmonaut (* 1. ledna 1942)
- 30. září – Sergej Starostin, ruský jazykovědec (* 24. března 1953)
- 2. října – Orest Dubay, slovenský akademický malíř (* 15. srpna 1919)
- 3. října – Alastair Cameron, kanadský astrofyzik (* 21. června 1925)
- 10. října
  - Wayne Booth, americký literární teoretik (* 22. února 1921)
  - Milton Obote, prezident Ugandy (* 28. prosince 1925)
- 15. října – Giuseppe Caprio, italský arcibiskup a kardinál (* 15. listopadu 1914)
- 18. října – Johnny Haynes, anglický fotbalista (* 17. října 1944)
- 20. října
  - Shirley Horn, americká jazzová zpěvačka a klavíristka (* 1. května 1934)
  - Dane Zajc, slovinský básník, dramatik a spisovatel (* 26. října 1929)
- 22. října – Arman, francouzsko-americký výtvarný umělec (* 17. listopadu 1928)
- 24. října – Rosa Parksová, americká bojovnice za lidská práva (* 4. února 1913)
- 28. října – Richard Smalley, americký chemik, objevitel fullerenů (* 6. června 1943)
- 1. listopadu – Michael Piller, americký televizní scenárista (* 30. května 1948)
- 3. listopadu – Aenne Burdová, německá „Královna odívání“ (* 28. července 1909)
- 5. listopadu
  - Link Wray, americký kytarista a zpěvák (* 2. května 1929)
  - John Fowles, britský spisovatel a esejista (* 31. března 1926)
- 9. listopadu – Kóččeril Ráman Nárájanan, indický prezident (* 27. října 1920)
- 11. listopadu
  - Ján Karel, československý fotbalový reprezentant (* 28. října 1924)
  - Peter Drucker, americký teoretik a filosof managementu (* 19. listopadu 1909)
- 15. listopadu
  - Arto Salminen, finský spisovatel (* 22. října 1959)
  - Roy Brooks, americký jazzový bubeník (* 9. března 1938)
- 16. listopadu – Henry Taube, americký chemik, nositel Nobelovy ceny (* 30. listopadu 1915)
- 23. listopadu – Eduard Hegel, německý teolog a církevní historik (* 28. února 1911)
- 24. listopadu – Harry Thürk, německý novinář a spisovatel (* 8. března 1927)
- 25. listopadu
  - Richard Burns, britský rallyový jezdec a mistr světa z roku 2001 (* 17. ledna 1971)
  - George Best, severoirský fotbalista (* 22. května 1946)
- 26. listopadu
  - Mark Craney, bubeník skupiny Jethro Tull (* 26. srpna 1952)
  - Jozef Chovančík, slovenský motocyklový závodník (* 25. ledna 1956)
- 5. prosince – Vladimir Toporov, ruský filolog (* 5. července 1928)
- 6. prosince – Devan Nair, prezident Singapuru (* 5. srpna 1923)
- 8. prosince – Leo Scheffczyk, německý římskokatolický kněz, teolog, kardinál (* 21. února 1920)
- 9. prosince
  - Mike Botts, americký bubeník (* 8. prosince 1944)
  - Robert Sheckley, americký spisovatel (* 16. července 1928)
- 12. prosince – Juraj Szikora, slovenský fotbalista, útočník, reprezentant Československa (* 2. března 1947)
- 21. prosince – Johan Fjord Jensen, dánský literární historik (* 17. prosince 1928)
- 25. prosince
  - Derek Bailey, britský kytarista (* 29. ledna 1930)
  - Birgit Nilssonová, švédská operní pěvkyně (* 17. května 1918)

## Hlavy států
- Česko – prezident Václav Klaus (2003–2013)
- Francie – prezident Jacques Chirac (1995–2007)
- Maďarsko – prezident Ferenc Mádl (2000–2005), László Sólyom (2005–2010)
- Německo – prezident Horst Köhler (2004–2010)
- Polsko – prezident Aleksander Kwaśniewski (1995–2005), Lech Kaczyński (2005–2010)
- Rakousko – prezident Heinz Fischer (od 2004)
- Rusko – prezident Vladimir Putin (1999–2008)
- Slovensko – prezident Ivan Gašparovič (2004–2014)
- Spojené království – královna Alžběta II. (1952–2022)
- Spojené státy americké – prezident George W. Bush (2001–2009)
- Ukrajina – prezident Leonid Kučma (1994–2005), Viktor Juščenko (2005–2010)
- Vatikán – papež Jan Pavel II. (1978–2005), Benedikt XVI.